# Paperino e le spie atomiche
Paperino e le spie atomiche (Dangerous Disguise) è una storia a fumetti di Carl Barks, pubblicata per la prima volta su Four Color n. 308 del gennaio 1951.

## Storia editoriale
Per realizzare la storia, Barks si ispirò al progetto di un cartone animato Disney dei primi anni quaranta mai realizzato, in cui Paperino veniva sedotto dalla papera spia Madame XX (modellata sull'attrice Veronica Lake). Basandosi su quanto visto nel film I tre caballeros (1944), in cui Paperino interagiva con belle donne in carne e ossa, Barks decise di raffigurare tutti i personaggi che i paperi incontrano nella storia con fattezze umane (fatta eccezione per Paperiño El Quacko). Così facendo si attirò però le critiche del direttore artistico della Western Printing, Carl Buettner, il quale gli disse che "è come togliere i paperi dal loro mondo" e accettò la storia solo perché ormai era troppo tardi per sostituirla.

## Trama
In vacanza in Costa Azzurra coi nipotini, Paperino consegna inconsapevolmente alla spia Madame XXX un messaggio che lei poi nasconde nella sabbia. Qui, Quo e Qua lo leggono scoprendo che esso incarica la spia di consegnare i "piani americani della bomba Q" all'agente 4-X, ovvero il torero della Filiburlandia Paperiño El Quacko. Paperino e i nipoti, decisi a rubare i piani, si mettono in viaggio per la Filiburlandia. Nonostante Madame XXX cerchi di rallentarli, i paperi riescono ad arrivare in Filiburlandia prima di lei e scoprono che Paperiño è identico a Paperino eccetto per i capelli. Paperino quindi si sostituisce all'agente ma, quando arriva Madame XXX, è costretto a provare la sua identità in una corrida che riesce fortunosamente a vincere. Paperiño si libera prima che il sosia riesca a farsi dare i piani, ma si accorge che la formula è quella di un petardo gigante e realizza quindi che Madame XXX è in realtà un'agente del controspionaggio. Dopo essere stato fotografato, Paperiño fugge e i paperi tornano in Costa Azzurra cercando di evitare altre avventure.

## Edizioni
Paperino e le spie atomiche fu pubblicata per la prima volta negli Stati Uniti su Four Color n. 308 del gennaio 1951, e ristampata solo a partire dagli anni ottanta. Fu pubblicata anche in diverse nazioni europee oltre che in Australia, Brasile, Cina e Messico. In Italia fu pubblicata, divisa in due parti, nei numeri 29 e 30 di Topolino del luglio 1951. Dopo varie ristampe in diversi formati, nel febbraio 1992 la storia fu pubblicata nel n. 29 di Zio Paperone in un'edizione ritradotta e ricolorata, utilizzata anche per le successive ristampe.

## Accoglienza
Thomas Andrae definisce la storia "una satira mordace della paranoia sfrenata che circondava la caccia alle streghe maccartista" e afferma che Barks "satireggia l'universo della guerra fredda descrivendolo come un regime folle fatto di mosse e contromosse bizantine, complotti e controtrame".